# Лукавка
Лукавка — річка в Україні, в Олевському районі Житомирської області, ліва притока Уборті (басейн Прип'яті).

## Опис
Довжина річки приблизно 7 км.

## Розташування
Лукавка бере початок на північному сході від села Кам'янка. Тече на південний схід у межах сіл Корощине та Рудня-Бистра. На околиці міста Олевськ впадає в річку Уборть, притоку Прип'яті.

## Риби Лукавки
У річці водяться верховодка звичайна, бистрянка звичайна, окунь, пічкур та плітка звичайна.